# Hotel Nacional de Montevideo
Das Hotel Nacional ist ein Bauwerk in der uruguayischen Landeshauptstadt Montevideo.
Das von 1888 bis 1890 auf Initiative von Emilio Reus errichtete Gebäude befindet sich in der Ciudad Vieja an den Straßen Piedras, Cerrito, Ing. Monteverde und Lindolfo Cuestas. Architekt des ursprünglich als Hotelgebäude konzipierten Bauwerks war Juan Tosi. Nachdem es später zunächst die Fakultäten für Mathematik und Architektur und zuletzt die Geisteswissenschaftliche Fakultät (Facultad de Humanidades) der Universidad de la República beherbergte, fand nach Quellenlage um das Jahr 2008 keine Nutzung des Gebäudes statt. Das 17 Meter hohe, vierstöckige Bauwerk umfasst eine Grundfläche von 2438 m².
Seit 1996 ist das Hotel Nacional als Monumento Histórico Nacional klassifiziert.